# ترانه‌شناسی دودی کلارک
ترانه‌شناسی خواننده و نویسنده انگلیسی و یوتیوبر معروف دودی کلارک شامل سه آلبوم چند آهنگه ، سیزده تک آهنگ و یازده نماهنگ می‌شود. او همچنین چندین آهنگ اصلی و کاور را در کانال  یوتیوب خود منتشر کرده است.

## آلبوم‌های چندآهنگه
| عنوان                                                                             | جزئیات آلبوم                                                                           | بالاترین جایگاه در جدول‌ها | بالاترین جایگاه در جدول‌ها | بالاترین جایگاه در جدول‌ها | بالاترین جایگاه در جدول‌ها | بالاترین جایگاه در جدول‌ها | بالاترین جایگاه در جدول‌ها | بالاترین جایگاه در جدول‌ها |
| عنوان                                                                             | جزئیات آلبوم                                                                           | بریتانیا                  | استرالیا                  | کانادا                    | ایرلند                    | ایالات متحده              | ایندی آمریکا              | فولک آمریکا               |
| --------------------------------------------------------------------------------- | -------------------------------------------------------------------------------------- | ------------------------- | ------------------------- | ------------------------- | ------------------------- | ------------------------- | ------------------------- | ------------------------- |
| در هم تنیده                                                                       | - انتشار: ۱۰ نوامبر ۲۰۱۶ - لیبل: خود انتشار - قالب‌ها: سی‌دی، بارگیری دیجیتال            | ۳۵                        | —                         | —                         | ۳۳                        | ۱۵۳                       | ۱۰                        | ۵                         |
| تو                                                                                | - انتشار: ۱۱ اوت ۲۰۱۷ - لیبل: خود انتشار - قالب‌ها: سی‌دی، بارگیری دیجیتال، صفحه ۱۰ اینچ | ۶                         | ۱۷                        | ۳۴                        | ۵                         | ۵۵                        | ۲                         | ۳                         |
| انسان                                                                             | - انتشار: ۱۸ ژانویه ۲۰۱۹ - ناشر: خود انتشار - قالب‌ها: سی‌دی، بارگیری دیجیتال، پرآهنگ    | ۵                         | ۵۰                        | ۶۰                        | ۱۳                        | ۸۲                        | ۴                         | ۲                         |
| "—" نشانگر انتشارهایی است که در جدول قرار نگرفته‌اند یا در آن منطقه منتشر نشده‌اند. |                                                                                        |                           |                           |                           |                           |                           |                           |                           |

## تک‌آهنگ‌ها

### به‌عنوان هنرمند اصلی
| عنوان                        | سال  | بالاترین جایگاه در جدول‌ها | آلبوم             |
| عنوان                        | سال  | اسکاتلند                  | آلبوم             |
| ---------------------------- | ---- | ------------------------- | ----------------- |
| "پشه کوچک"                   | ۲۰۱۳ | —                         | تک‌آهنگ بدون آلبوم |
| "رقص اجتماعی"                | ۲۰۱۴ | —                         | تک‌آهنگ بدون آلبوم |
| "خسته از از دست دادن همدم‌ها" | ۲۰۱۶ | —                         | در هم تنیده       |
| "در هم تنیده"                | ۲۰۱۷ | —                         | در هم تنیده       |
| "۶/۱۰"                       | ۲۰۱۷ | —                         | تو                |
| "تو"                         | ۲۰۱۷ | —                         | تو                |
| "در میان"                    | ۲۰۱۷ | —                         | تو                |
| "خالکوبی‌های مهمانی"          | ۲۰۱۸ | —                         | تک‌آهنگ بدون آلبوم |
| "انسان" (با همراهی تام واکر) | ۲۰۱۸ | —                         | انسان             |
| "اگر بخواهم روراست باشم"     | ۲۰۱۸ | —                         | انسان             |
| "هیولا"                      | ۲۰۱۹ | —                         | انسان             |
| "بی‌گناه"                     | ۲۰۱۹ | —                         | ن/م               |
| "پسرانی مثل تو"              | ۲۰۱۹ | ۹۹                        | ن/م               |

### به‌عنوان هنرمند برجسته
| عنوان                                                       | سال  | آلبوم             |
| ----------------------------------------------------------- | ---- | ----------------- |
| "تمام کاری که می‌کنم دیدن رؤیای تو است" (با همراهی فالت‌لاین) | ۲۰۱۸ | تک‌آهنگ بدون آلبوم |
| "جدائی آمیخته" (با همراهی پامپلاموز)                        | ۲۰۱۹ | تک‌آهنگ بدون آلبوم |
| "شاتگان" (با همراهی پامپلاموز)                              | ۲۰۱۹ | تک‌آهنگ بدون آلبوم |
| "خورشید پدیدار می‌شود" (با همراهی جیکوب کولیر)               | ۲۰۱۹ | جسی جلد ۲         |

## حضور به‌عنوان مهمان
| عنوان           | سال  | سایر هنرمند(ها) | آلبوم                              |
| --------------- | ---- | --------------- | ---------------------------------- |
| "بیشتر یا کمتر" | ۲۰۱۶ | فرانک همیلتون   | ترانه‌هایی برای کمی کاهش زشتی زندگی |
| "الان آماده‌ام"  | ۲۰۱۹ | —               | محلهٔ ماه (موسیقی متن رسمی)         |

## ترانه‌ها در یوتیوب
تمام ترانه‌ها و کاورهای بارگزاری شده در کانال یوتیوب دودی.

### ترانه‌های اصلی
| عنوان                                                      | سال  | آلبوم                      |
| ---------------------------------------------------------- | ---- | -------------------------- |
| "باران"                                                    | ۲۰۱۱ | —                          |
| "ترانه‌ای درباره یک ترانه"                                  | ۲۰۱۱ | —                          |
| "ترانه یوکللی مریض"                                        | ۲۰۱۲ | —                          |
| "تو فقط یک رؤیا هستی"                                      | ۲۰۱۲ | —                          |
| "ترانه یوتیوب"                                             | ۲۰۱۲ | —                          |
| "بی‌وفا"                                                    | ۲۰۱۲ | —                          |
| "اینطور که هستیم مانده‌ایم"                                 | ۲۰۱۲ | —                          |
| "از بند شلوار تا رژ لب"                                    | ۲۰۱۲ | —                          |
| "آغوش دائمی تو"                                            | ۲۰۱۲ | —                          |
| "به‌شدت تحت تأثیر"                                          | ۲۰۱۳ | در هم تنیده                |
| "نقاشی"                                                    | ۲۰۱۳ | —                          |
| "پشه کوچک"                                                 | ۲۰۱۳ | تک‌آهنگ بدون آلبوم          |
| "امشب طوفانی در راه است"                                   | ۲۰۱۳ | —                          |
| "وقت کریسمس"                                               | ۲۰۱۳ | —                          |
| "رقص اجتماعی"                                              | ۲۰۱۴ | تک‌آهنگ بدون آلبوم          |
| "مورد تحسین او"                                            | ۲۰۱۴ | —                          |
| "او"                                                       | ۲۰۱۴ | انسان                      |
| "اتاق کوچک"                                                | ۲۰۱۵ | —                          |
| "بدون جفت"                                                 | ۲۰۱۵ | —                          |
| "مواجهه با مکان‌ها" (با همراهی لوسی مون)                    | ۲۰۱۵ | —                          |
| "تمام کاری که می‌کنیم" (با همراهی لوسی مون)                 | ۲۰۱۵ | —                          |
| "دونفرهٔ ناخوشایند" (با همراهی جان کوزارت)                  | ۲۰۱۵ | —                          |
| "یکی برای جاده"                                            | ۲۰۱۵ | —                          |
| "آپارتمانم فاجعه است"(با همراهی اوان ادینگر)               | ۲۰۱۵ | —                          |
| "پایین"                                                    | ۲۰۱۵ | —                          |
| "کندترین مرد زنده"                                         | ۲۰۱۵ | —                          |
| "خسته از از دست دادن همدم‌ها"                               | ۲۰۱۵ | در هم تنیده                |
| "خال‌ها و صورت‌های فلکی"                                     | ۲۰۱۵ | —                          |
| "ستارهٔ طلایی برای من" (با همراهی کری هوپ فلچر)             | ۲۰۱۶ | —                          |
| "ستارهٔ طلایی برای من" (با همراهی بتان لیدلی؛ برای کوک‌تی‌وی) | ۲۰۱۶ | —                          |
| "صورت من"                                                  | ۲۰۱۶ | —                          |
| "در هم تنیده"                                              | ۲۰۱۶ | در هم تنیده                |
| "سرم شلوغ بود"                                             | ۲۰۱۶ | —                          |
| "این برای من است"                                          | ۲۰۱۶ | —                          |
| "کارم تمام نشده"                                           | ۲۰۱۶ | —                          |
| "برایم یک قصه بگو" (با همراهی اوان ادینگر)                 | ۲۰۱۶ | —                          |
| "انسان" (با همراهی جان کوزارت)                             | ۲۰۱۶ | انسان                      |
| "می‌شود مهربان باشی؟"                                       | ۲۰۱۶ | تو                         |
| "وقتی"                                                     | ۲۰۱۶ | در هم تنیده                |
| "خوشحال عزیز" (با همراهی توماس سندرز)                      | ۲۰۱۶ | —                          |
| "رازی برای دیوانه"                                         | ۲۰۱۶ | تو                         |
| "زمانی می‌شناختمت"                                          | ۲۰۱۷ | —                          |
| "تو"                                                       | ۲۰۱۷ | تو                         |
| "بی‌کلام"                                                   | ۲۰۱۷ | تو                         |
| "حرفی ندارم"                                               | ۲۰۱۷ | —                          |
| "من دوجنسی هستم (ترانهٔ منتشر نشده)"                        | ۲۰۱۷ | —                          |
| "خالکوبی‌های مهمانی"                                        | ۲۰۱۷ | تک‌آهنگ بدون آلبوم          |
| "۶/۱۰"                                                     | ۲۰۱۷ | تو                         |
| "در میان (آکوستیک)"                                        | ۲۰۱۷ | تو                         |
| "سوخته"                                                    | ۲۰۱۷ | انسان                      |
| "منظورم این نبود (محتوای تند)" (با همراهی دام فرا)         | ۲۰۱۸ | انسان                      |
| "دوردست"                                                   | ۲۰۱۸ | —                          |
| "رنگین‌کمان"                                                | ۲۰۱۸ | —                          |
| "چرا رنگین‌کمان مال ماست!"                                  | ۲۰۱۸ | —                          |
| "هوا چقدر خوبه" (دمو)                                      | ۲۰۱۸ | —                          |
| "انسان" (نسخه آکوستیک در اتاق خوابم!)                      | ۲۰۱۸ | انسان                      |
| "پارتی"                                                    | ۲۰۱۸ | —                          |
| "الان آماده‌ام"                                             | ۲۰۱۹ | محله ماه (موسیقی متن رسمی) |
| "بی‌گناه (ویدئو شامل متن ترانه)"                            | ۲۰۱۹ | ن/م                        |
| "خوب فکر کن"                                               | ۲۰۱۹ | ن/م                        |

### کاورها
| عنوان | هنرمند اصلی                                                                                           | سال  |
| --- | --- | ---- |
| "ترانهٔ جدایی" | رت اند لینک                                                                                           | ۲۰۱۱ |
| "ما" | رجینا اسپکتور                                                                                         | ۲۰۱۱ |
| "افسانه نیویورک" | پوگس با همراهی کریستی مک‌کول                                                                           | ۲۰۱۱ |
| "تغییر وضعیت" | ادل                                                                                                   | ۲۰۱۲ |
| "شرلوک‌شده" | مادر دودی                                                                                             | ۲۰۱۲ |
| "هیچ‌کس بی‌نقص نیست" | جسی جی                                                                                                | ۲۰۱۲ |
| "کسی که قبلاً می‌شناختم" | گوتیه                                                                                                 | ۲۰۱۲ |
| "مرا بساز باترکاپ" | فاندیشنز                                                                                              | ۲۰۱۲ |
| "زمین" | اورلا گارتلند                                                                                         | ۲۰۱۲ |
| "ترانه تو" | التون جان                                                                                             | ۲۰۱۲ |
| "شیطان روی شانه‌ام" | اورلا گارتلند                                                                                         | ۲۰۱۲ |
| "خیالباف" | ادل                                                                                                   | ۲۰۱۲ |
| "باور می‌کنم" (با همراهی برای) | نیل دایمند                                                                                            | ۲۰۱۲ |
| "بر فراز رنگین‌کمان" | جودی گارلند                                                                                           | ۲۰۱۲ |
| "می‌خواهم دستت را بگیرم" (با همراهی تام لا) | بیتلز                                                                                                 | ۲۰۱۳ |
| "بوسه تو" | وان دایرکشن                                                                                           | ۲۰۱۳ |
| "میکس تابستانی یوکللی!" (قدم زدن روی نور خورشید، پیچ و تاب و فریاد، زمان پنج ساله، سال ۳۰۰۰)                                                    | کاترینا و د ویوز، بیتلز، نوا اند ده ویل، باستد                                                        | ۲۰۱۳ |
| "فنجان‌ها" | آنا کندریک                                                                                            | ۲۰۱۳ |
| "غرش" | کیتی پری                                                                                              | ۲۰۱۳ |
| "زیپ-آ-دی-دو-داه" (با همراهی گری‌سی) | ترانه جنوب                                                                                            | ۲۰۱۴ |
| "سلام دلیله" | پلین وایت تیز                                                                                         | ۲۰۱۴ |
| "زندگی به‌رنگ صورتی" | ادیت پیاف                                                                                             | ۲۰۱۴ |
| "صفحه شکسته" (با همراهی تسا وایولت) | تسا وایولت                                                                                            | ۲۰۱۴ |
| "بوسه‌های خمیردندانی" | د مکابیز                                                                                              | ۲۰۱۴ |
| "از ذهنم پاکش کنم" | تیلور سوئیفت                                                                                          | ۲۰۱۴ |
| "عالی، عالی" | هری داکر                                                                                              | ۲۰۱۴ |
| "کمی هم رؤیای مرا ببین" (با همراهی هازل هایس)                                                                                                   | اوزی نلسون                                                                                            | ۲۰۱۴ |
| "خودم به‌تنهایی" | بینوایان                                                                                              | ۲۰۱۴ |
| "زنجیر" (با همراهی اورلا گارتلند و لارن آکیلینا)                                                                                                | اینگرید مایکلسون                                                                                      | ۲۰۱۴ |
| "همش تو فکر بمم" (با همراهی برای) | مگان ترینر                                                                                            | ۲۰۱۴ |
| "فضای خالی" | تیلور سوئیفت                                                                                          | ۲۰۱۴ |
| "آواز کریسمس" | نت کینگ کول                                                                                           | ۲۰۱۴ |
| "بلند بلند فکر کردن" (با همراهی برای) | اد شیرن                                                                                               | ۲۰۱۵ |
| "رو به غرب" | استیوز                                                                                                | ۲۰۱۵ |
| "رمان‌ها" (با همراهی راستی کلنتون) | راستی کلنتون                                                                                          | ۲۰۱۵ |
| "میکس مهمانی پاپ " (بی‌ادب، بوم کلپ، این‌جوری انجامش می‌دهیم، چلچراغ، بخوان، همش تو فکر بمم)                                                       | مجیک!، چارلی ایکس‌سی‌ایکس، کیتی پری، سیا، اد سیرن، مگان ترینر                                           | ۲۰۱۵ |
| "ریپتید" | ونس جوی                                                                                               | ۲۰۱۵ |
| "چهارپنج‌ثانیه" (با همراهی جک هووارد) | ریانا، کانیه وست و پل مک‌کارتنی                                                                        | ۲۰۱۵ |
| "ای کاش پانک راکر بودم (با گل‌هایی در موهایم)"                                                                                                   | سندی تام                                                                                              | ۲۰۱۵ |
| "همه‌چیز درباره تو" (با همراهی برای) | مک‌فلای                                                                                                | ۲۰۱۵ |
| "ترانهٔ ماه" (همراه سمی پل) | کارن او                                                                                               | ۲۰۱۵ |
| "ترانه‌ای درباره آکنه" (با همراهی چارلی مک‌دانل)                                                                                                  | چارلی مک‌دانل                                                                                          | ۲۰۱۵ |
| "خورشید پدیدار می‌شود" | بیتلز                                                                                                 | ۲۰۱۵ |
| "درگ می داون" | وان دایرکشن                                                                                           | ۲۰۱۵ |
| "رفتنی" | تونتی وان پایلوتس                                                                                     | ۲۰۱۵ |
| "نمی‌شه عاشق نشم" | الویس پرسلی                                                                                           | ۲۰۱۵ |
| "خانم جکسون" | پنیک! ات د دیسکو                                                                                      | ۲۰۱۵ |
| "حالم خوبه" | بیتلز                                                                                                 | ۲۰۱۵ |
| "میکس پاپ پارتی ۱۵ !" (مراحل، برای آخرین بار، او آتشین است، بلند شو، توپ براق، کول برای تابستان، بهترین تابستان)                                | نیک جوناس، آریانا گرانده، فایو سکندز آو سام، ومپس، سیگما به همراه الا هندرسون، دمی لواتو، ساحل جوان ۲ | ۲۰۱۵ |
| "مخلوط سمی دیوانه" (سمی/دیوانه) | بریتنی اسپیرز/نارلز بارکلی                                                                            | ۲۰۱۵ |
| "پایان خوش" (با همراهی نات‌جاست‌بلوند و ملانی بیکر)                                                                                               | میکا                                                                                                  | ۲۰۱۵ |
| "برای شب سال نو چه‌کار می‌کنی؟" (با همراهی اما بلکری)                                                                                             | الا فیتزجرالد                                                                                         | ۲۰۱۵ |
| "سال‌ها سال‌ها خرس‌ها" (همراه تام روزنتال) | تام روزنتال                                                                                           | ۲۰۱۶ |
| "خودت را دوست داشته باش (کاور سویینگ)" (با همراهی آندی ایزالی)                                                                                  | جاستین بیبر                                                                                           | ۲۰۱۶ |
| "بران" | اوه واندر                                                                                             | ۲۰۱۶ |
| "نمی‌توانم سوپربیسم را حس کنم" (صورتم را نمی‌توانم حس کنم، جادو، رمزگشایی، تجارت بدبختی، عزیزم، سوپر بیس) (با همراهی آندی ایزالی و اورلا گارتلند) | د ویکند، کلدپلی، پرامور، جاستین بیبر، نیکی میناژ                                                      | ۲۰۱۶ |
| "همش رو برگردون" (با همراهی سارا کلوز) | اس کلاب ۷                                                                                             | ۲۰۱۶ |
| "مرگ یک لیسانسه" | پنیک! ات د دیسکو                                                                                      | ۲۰۱۶ |
| "سرود من" | کریستینا گریمی                                                                                        | ۲۰۱۶ |
| "علاقه‌مند به تو" | آریانا گرانده                                                                                         | ۲۰۱۶ |
| "یکی دیگه" | ۱۹۷۵                                                                                                  | ۲۰۱۶ |
| "قلبمو پس می‌گیرم" (با همراهی تسا وایولت) | راستی کلنتون                                                                                          | ۲۰۱۶ |
| "یک ترانه عاشقانه/یک ترانه ناعاشقانه" (با همراهی جان کوزارت)                                                                                    | جان کوزارت                                                                                            | ۲۰۱۶ |
| "عزیزم بیرون سرده" (با همراهی لوییس واتسون) | دختر نپتون                                                                                            | ۲۰۱۶ |
| "شهر ستاره‌ها" (با همراهی جان کوزارت) | لا لا لند                                                                                             | ۲۰۱۷ |
| "شخصی در جمعیت" | لا لا لند                                                                                             | ۲۰۱۷ |
| "آب‌نبات چوبی" | میکا                                                                                                  | ۲۰۱۷ |
| "مش‌آپ!" (با من بمان، پمپئی، او به‌نظر عالی می‌رسد، بوداپست)                                                                                       | سم اسمیت، باستیل، فایو سکندز آو سامر، جرج ازرا                                                        | ۲۰۱۷ |
| "آبنبات می‌خوام" | استرینج‌لاوز                                                                                           | ۲۰۱۷ |
| "بیا با هم" (با همراهی جان کوزارت) | موزیکا نودا                                                                                           | ۲۰۱۷ |
| "حتی اگه دروغه" | مت مالتیز                                                                                             | ۲۰۱۷ |
| "نیویورک، نیویورک" (با همراهی توماس سندرز) | بیلی جول                                                                                              | ۲۰۱۷ |
| "قطرات باران روی سرم می‌افتند" | بی‌جی توماس                                                                                            | ۲۰۱۷ |
| "پرنده‌ها" (با همراهی توماس سندرز) | نمایش موزیکال زمان نهایی قصه                                                                          | ۲۰۱۷ |
| "واژه‌ها کافی نیستند" (همراه تسا وایولت) | تسا وایولت                                                                                            | ۲۰۱۷ |
| "هاوانا" (همراه فلش‌بک) | کامیلا کابیو به‌همراه یانگ تاگ                                                                         | ۲۰۱۸ |
| "خدا یه زنه" (همراه جولیا نونز و اورلا گارتلند)                                                                                                 | آریانا گرانده                                                                                         | ۲۰۱۸ |
| "چیزهای محبوب من" | صدای موسیقی                                                                                           | ۲۰۱۸ |
| "هاکونا ماتاتا"(مینی-کاور) | شیرشاه                                                                                                | ۲۰۱۸ |
| "رؤیایی دارم"(مینی-کاور) | آبا                                                                                                   | ۲۰۱۸ |
| "زیادی خجالتی برای درخشش"(مینی-کاور) | داروین دیز                                                                                            | ۲۰۱۸ |
| "قطره‌های باران (فرشته‌ای گریست)" (مینی-کاور) | آریانا گرانده                                                                                         | ۲۰۱۸ |
| "خاطرخواه" (مینی-کاور) | تسا وایولت                                                                                            | ۲۰۱۸ |
| "خاطرخواه روانی انسان دیوانه – مش‌آپ" (انسان، دیوانه می‌شوم، خاطرخواه، روانی) (همراه با اورلا گارتلند، تسا وایولت و لارن آکیلینا)                 | دودی، اورلا گارتلند، تسا وایولت، لارن آکیلینا                                                         | ۲۰۱۸ |
| "لوسی در آسمان با الماس‌ها" | بیتلز                                                                                                 | ۲۰۱۹ |
| "جایی که فقط خودمون می‌دونیم"(همراه آدام ملکور)                                                                                                  | کین                                                                                                   | ۲۰۱۹ |
| "جواهر" (همراه آدام ملکور) | آدام ملکور                                                                                            | ۲۰۱۹ |
| "سریع برو" | سم فندر                                                                                               | ۲۰۱۹ |
| "من بیشتر دوستت دارم" | سان آو کلاود                                                                                          | ۲۰۱۹ |

## نماهنگ‌ها
| عنوان                                        | کارگردان                 | سال  |
| -------------------------------------------- | ------------------------ | ---- |
| "خسته از از دست دادن همدم‌ها"                 | سمی پل                   | ۲۰۱۶ |
| "در هم تنیده"                                | سمی پل                   | ۲۰۱۷ |
| "۶/۱۰"                                       | سمی پل                   | ۲۰۱۷ |
| "تو"                                         | برتی گیلبرت              | ۲۰۱۷ |
| "در میان"                                    | تام برنان                | ۲۰۱۷ |
| "رازی برای دیوانه"                           | هانا جیکوبز              | ۲۰۱۸ |
| "انسان"                                      | هازل هایس                | ۲۰۱۸ |
| "اگر بخواهم روراست باشم (اجرای زنده)"        | سمی پل                   | ۲۰۱۸ |
| "اگر بخواهم روراست باشم"                     | دام فرا                  | ۲۰۱۸ |
| "هیولا"                                      | پی‌جی لیگوری              | ۲۰۱۹ |
| "خورشید پدیدار می‌شود" (همراه با جیکوب کولیر) | دودی کلارک و جیکوب کولیر | ۲۰۱۹ |
| "بی‌گناه"                                     | گای لارسن                | ۲۰۱۹ |
| "پسرانی مثل تو"                              | کامبریا بیلی-جونز        | ۲۰۱۹ |